# Jeroen Haan
J.C.H. (Jeroen) Haan (1971) is een Nederlandse bestuurder en politicus. Hij is lid van de PvdA. Sinds 1 september 2019 is hij dijkgraaf van het waterschap Hoogheemraadschap De Stichtse Rijnlanden en per 1 januari 2025 tevens voorzitter van de Unie van Waterschappen.

## Biografie

### Opleiding en loopbaan
Haan studeerde van 1990 tot 1994 milieukunde aan de Hogeschool 's-Hertogenbosch. Na zijn opleiding werkte hij van 1995 tot 1997 als consultant bij het Hoogheemraadschap van Rijnland. Van 1997 tot 2001 was hij ingenieur bij Oranjewoud. Van 2001 tot 2007 was hij manager water bij Syncera. Hij was van 2007 tot 2014 consultant bij organisatieadviesbureau De Beuk. Van 2011 tot 2012 studeerde hij verandermanagement aan het Sioo. Van 2014 tot 2019 was hij kwartiermaker en programmamanager participatie bij de gemeente Haarlemmermeer.

### Politieke loopbaan
Haan was van 2006 tot 2010 en van 2014 tot 2015 namens Progressief Zoeterwoude lid van de gemeenteraad van Zoeterwoude en van 2008 tot 2015 namens de PvdA lid van het algemeen bestuur van het Hoogheemraadschap van Rijnland, vanaf 2009 als fractievoorzitter van de PvdA. Van 2015 tot 2019 was hij hoogheemraad (het dagelijks bestuur) van het Hoogheemraadschap van Rijnland.
Haan werd op 28 mei 2019 door het algemeen bestuur van het Hoogheemraadschap De Stichtse Rijnlanden aanbevolen als dijkgraaf. Hij werd bij Koninklijk Besluit met ingang van 1 september 2019 benoemd. Op 2 september 2019 werd hij geïnstalleerd en werd hij beëdigd door de commissaris van de Koning in Utrecht Hans Oosters.
Haan werd in december 2024 benoemd als voorzitter van de Unie van Waterschappen per 1 januari 2025.